# Katowice-Pyrzowices flygplats
Katowice-Pyrzowices flygplats (polska: Port lotniczy Katowice-Pyrzowice) (IATA: KTW, ICAO: EPKT) är en internationell flygplats, belägen i Pyrzowice, 30 km norr om Katowice i södra Polen. Flygplatsen har det fjärde största årliga passagerarflödet i landet och är den största polska flygplatsen när det gäller chartertrafik. Det är också den näst största flygplatsen i landet när det gäller frakttrafik.
Flygplatsen driver en mängd olika charter-, reguljär- och fraktflyg. Långdistansflyg går från Katowice till Varadero på Kuba, Cancún i Mexiko, Malé på Maldiverna, Bangkok och Phuket i Thailand, Phu Quoc i Vietnam, Porlamar på Isla Margarita i Venezuela och till Puerto Plata samt Punta Cana i Dominikanska republiken. LOT:s Boeing 787 Dreamliner och Plus Ultras Airbus A330 är de huvudsakliga flygplanen som används här. Flygplatsen har det högsta flygkontrolltornet och den näst längsta landningsbanan i Polen. Katowices flygplats är Polens enda flygplats med mer än en passagerarterminal och flygplatsen med det största antalet flygbolag med egna flygplatskontor.
Katowices flygplats betjänar den mest industrialiserade regionen i Polen, ett av de mest urbaniserade områdena i Europa. Cirka 13 miljoner invånare beräknas bo inom 100 km från Katowices flygplats. Detta är ett större upptagningsområde än hos många andra flygplatser i Europa.

## Historik
Den nuvarande platsen för Katowices flygplats användes ursprungligen av tyska soldater. År 1940 började Luftwaffe bygga en flygbas på fälten runt Pyrzowice. Tyskarna byggde tre landningsbanor av sten och betong, med banlängder från 1 000 till 1 500 meter, som alla var cirka 50 meter breda. Flygbasen användes för hantering av militära flygplan som flög från den inre delen av det tyska riket och transporterade förnödenheter till trupper på östfronten.
I slutfasen av andra världskriget testades det raketdrivna flygplanet Messerschmitt Me 163 Komet här. Efter general Ernst Udets (ett flygaress från Luftwaffe) död 1941, fick flygfältet namnet Udetfeld.
Från 1945 till 1951 var sovjetiska soldater stationerade vid flygbasen. I början av 1950-talet överlämnade sovjeterna flygbasen till det polska flygvapnet. Den användes därefter av 39:e flygdivisionen, grundad den 17 april 1951.
En ny bana byggdes 1964. Strax därefter blev flygbasen i Pyrzowice värd för dess första reguljära passagerartrafik, när LOT Polish Airlines första plan startade den 6 oktober 1966 med Warszawa som destination. I slutet av 1969 byggdes en liten passagerarterminal (550 m2), tillsammans med en taxibana och en parkeringsyta. Denna bana har sedan dess ersatts av en ny intilliggande (3 200 m), färdigställd i maj 2015.
År 1991 skapades Górnośląskie Towarzystwo Lotnicze (GTL) ('Övre Schlesiens Flyggrupp'). Den 27 mars 1993 flög det tyska flygbolaget Lufthansa till Frankfurts flygplats, vilket invigde den internationella trafiken.
Passagerarterminal B öppnade officiellt 2007, följt 2015 av Terminal C (endast ankomster). Den 3 oktober 2018 firade flygplatsen 4 miljoner passagerare som reste genom Katowice under ett år.

## Flygbolag och destinationer
Följande flygbolag erbjöd år 2023 reguljära reguljär- och charterflyg på Katowices flygplats:
| Bolag                    | Destination |
| ------------------------ | --- |
| Air Anka                 | Säsongscharter: Antalya |
| Air Cairo                | Säsongscharter: Hurghada |
| Air Dolomiti             | Frankfurt |
| Buzz                     | Säsongscharter: Antalya, Bodrum, Burgas, Chania, Corfu, Fuerteventura, Heraklion, Kefalonia, Kos, Larnaca, Lisbon, Menorca, Palma de Mallorca, Thessaloniki, Tirana, Zakynthos |
| Corendon Airlines        | Antalya |
| Electra Airways          | Säsongscharter: Antalya, Djerba, Heraklion, Hurghada |
| Enter Air                | Fuerteventura Säsong: Kos, Tirana, Zakynthos Charter: Antalya, Hurghada, Marsa Alam Muscat, Sharm El Sheikh Säsong charter: Bodrum, Burgas, Chania, Corfu, Djerba, Dubrovnik, Enfidha, Funchal, Girona, Gran Canaria, Heraklion, Kos, Marsa Alam, Mytilene, Podgorica, Rabil - Boa Vista, Rhodes, Sal, Tenerife–South, Tirana, Varna, Zanzibar                                                                                          |
| European Air Charter     | Säsongscharter: Burgas |
| FlyEgypt                 | Säsongscharter: Hurghada, Sharm El Sheikh |
| Freebird Airlines        | Säsongscharter: Antalya |
| LOT Polish Airlines      | Warsaw–Chopin Charter: Antalya, Bangkok-Suvarnabhumi, Cancún, Hurghada, Marsa Alam, Phu Quoc, Phuket, Puerto Plata, Sharm El Sheikh, Varadero Säsong charter: Agadir, Bodrum, Faro, Girona, Heraklion, Izmir, Malé, Palma de Mallorca, Ohrid, Paphos, Punta Cana, Tirana, Varna, Zakynthos |
| Lufthansa                | Frankfurt |
| Mavi Gok Aviation        | Säsongscharter: Antalya, Hurghada, |
| Montenegro Airlines      | Säsongscharter: Podgorica |
| Nesma Airlines           | Säsongscharter: Hurghada |
| Nouvelair                | Säsongscharter: Djerba, Monastir |
| Pegasus Airlines         | Säsongscharter: Antalya |
| Plus Ultra               | Säsongscharter: Porlamar, Varadero |
| Ryanair                  | Athens, Bergamo, Catania, Dortmund, Dublin, Forlì, London–Stansted, Oslo, Paphos, Treviso Säsong: Alghero, Manchester, Pula, Trapani, Varna |
| Sky Express              | Säsongscharter: Athens |
| Skyline Express Airlines | Säsongscharter: Burgas, Heraklion, Hurghada, Marsa Alam, Sharm El Sheikh, Varna |
| SkyUp Airlines           | Säsongscharter: Antalya, Sharm El Sheikh, |
| Smartwings               | Säsong: Corfu, Dubrovnik, Faro, Rhodes Charter: Hurghada Säsong charter: Antalya, Burgas, Djerba, Girona, Izmir, Lanzarote, Marsa Matruh, Palermo, Taba, Tirana |
| SunExpress               | Antalya Säsong: Izmir |
| Tailwind Airlines        | Säsongscharter: Antalya |
| Wizz Air                 | Abu Dhabi, Alicante, Athens, Barcelona, Bergen, Catania, Charleroi (börjar 14 december 2023), Copenhagen, Dortmund, Eindhoven, Funchal, Kutaisi, Larnaca, Leeds/Bradford, Liverpool, London–Luton, Malta, Naples, Reykjavík–Keflavík, Rome–Fiumicino, Sandefjord, Tel Aviv, Tenerife–South Säsong: Aqaba (börjar 13 december 2023), Burgas, Castellón, Corfu, Fuerteventura, Ibiza, Málaga, Palma de Mallorca, Podgorica, Split, Tirana |